# 清醒纪
《清醒纪》，著名作家安妮宝贝的长篇小说，小说杂用第一人称、第三人称“我”、“他”、“她”来叙述时空变换下的人生浮沉、生命和死亡、活着和负重等深邃的哲学问题。

## 风格
小说具有意识流体式的写法，将故事分成一截一截，时断时续，现在和过去交织，现在和未来交叉，有着浓郁而沉重的时间感。文笔细腻，用零星的片段来勾勒场景和讲述故事。

## 评价
安妮宝贝自谓：“《清醒纪》探究的是城市生活及人群的内心生活。”
邢小燕：“她的人物她的心灵她的情绪，全都像她笔下的文字一样飘忽，我从来没有在王蒙、王安忆、贾平凹的笔下看到过这样的文字，这是全新的文学，它是新一代年轻人的心灵回声，透过它，我们看到了光怪陆离的都市，寂寞不安的心灵，游走不定的人生。”
《人民网》：“《清醒纪》：安妮宝贝笔下的三里屯”。